# Tinayrebukta
Tinayrebukta is een baai van het eiland Spitsbergen, dat deel uitmaakt van de Noorse eilandengroep Spitsbergen.
De baai is vernoemd naar de Franse schilder Jean Paul Louis Tinayre.

## Geografie
De baai is west-oost georiënteerd en heeft een lengte van ongeveer 4,5 kilometer. Ze mondt in het westen uit in het fjord Möllerfjorden en ligt vlak voor de monding van dit fjord in het fjord Krossfjorden.
In het oostelijk uiteinde komt de gletsjer Tinayrebreen uit op de baai.
De baai ligt in het westen van Haakon VII Land.